# برامبلتون (ویرجینیا)
برامبلتون (به انگلیسی: Brambleton) یک منطقهٔ مسکونی در ایالات متحده آمریکا است که در شهرستان لادن، ویرجینیا واقع شده‌است.